# Michael Saward (Politikwissenschaftler)
Michael Saward (* 1. September 1960) ist ein australischer Politikwissenschaftler, der an der University of Warwick lehrt.

## Forschung
Die Forschungsschwerpunkte von Michael Saward liegen in der Demokratietheorie. Er beschäftigt sich mit der Transformation von politischen Ideen, Funktionsweise von Politische Repräsentation und dem Wechselverhältnis von sozialen Bewegungen und politischen Institutionen.
Er ist Mitherausgeber des Fachjournals Representation. Michael Saward erlangte größere Bekanntheit durch seine Arbeiten zum Phänomen politischer Stellvertretung und dem repräsentativen Handeln von Nichtregierungsorganisationen oder auch Celebrities.

### Representative Claims
Saward entwirft politische Repräsentation nicht als statischen (Wiedergabe-)Mechanismus, sondern als ein aktives Handeln, das eine Beziehung, eine Relation erst konstituiert. Saward behauptet, dass Repräsentation weniger durch Wahlen charakterisiert sei, als durch praktische Representative Claims (Ansprüche, jemanden oder etwas zu repräsentieren).
| "Elemente" eines Repräsentationsanspruchs |                                                            |
| ----------------------------------------- | ---------------------------------------------------------- |
| maker                                     | Ein maker erhebt einen Repräsentationsanspruch und benennt |
| subject                                   | ein Subjekt, welches als handlungsfähiger Stellvertreter   |
| object                                    | eines Objekts dieses auch abbildend repräsentiert          |
| referent                                  | wobei das repräsentierte Objekt auf Referenten verweist    |
| audience                                  | und vor einem Publikum inszeniert wird                     |

Die Perspektive von Michael Saward findet zunehmend Anwendung, wenn es darum geht, das Aufkommen und die Schwierigkeiten einer dauerhaften Etablierung von (Protest-)Bewegungen nachzuvollziehen. Lobend wird hervorgehoben, dass Sawards Ansatz verständlich mache, wie repräsentatives Handeln gesellschaftliche Gruppen hervorbringt und aufrechterhält. An Saward wird kritisiert, dass sein Ansatz die Bedeutung von alternativen Akteuren der Repräsentation (Intellektuelle, Musiker etc.) über- und die Rolle von klassischen politischen Stellvertretern unterschätze.

## Publikationen (Auswahl)
- Democratic innovation: deliberation, representation and association. Routledge, London / New York 2000, ISBN 978-0-415-40657-4 (englisch).
- Democracy. Key concepts. Polity Press, Cambridge 2003, ISBN 978-0-7456-2350-4 (englisch).
- The Representative Claim. Oxford, New York 2010, ISBN 978-0-19-172295-0, doi:10.1093/acprof:oso/9780199579389.001.0001 (englisch).